# Viking 1 Orbiter
Il Viking 1 Orbiter, lanciato dalla NASA negli anni settanta del Novecento ed entrato in orbita attorno a Marte il 21 giugno 1976, è stato una delle sonde spaziali più significative nella storia dell'esplorazione di Marte. La sua missione primaria consisteva nel trasporto verso il pianeta rosso di un lander, noto come Viking 1 Lander, da far atterrare in regioni scelte in base alla mappatura effettuata; l'orbiter stesso era tuttavia equipaggiato con strumenti d'avanguardia, e per oltre un lustro, oltre ad inviare a Terra immagini uniche della superficie marziana, ha condotto una gran mole di esperimenti scientifici.

## Strumentazione di bordo
L'orbiter, costruito sul modello del precursore Mariner 9, aveva la forma di un ottagono dall'estensione pari a circa 2,5 metri; le otto pareti misuravano 0,4572 metri in altezza, e alternativamente 1,397 e 0,508 metri di larghezza. L'altezza complessiva dell'orbiter era pari a 3,29 metri, dal collegamento con il lander, all'estremità inferiore, a quello con il lanciatore, all'estremità superiore. Quattro ali di pannelli solari si estendevano in direzione perpendicolare le une alle altre, con un'apertura alare complessiva (da un'estremità all'altra delle due ali opposte) di 9,75 metri. Ogni ala era composta da due pannelli solari di 1,57×1,23 metri, per un totale di 34800 celle solari, in grado di produrre fino a 620 W di potenza in prossimità di Marte. L'energia in eccesso veniva immagazzinata in due batterie in nichel-cadmio da 30 ampère-ora.
La propulsione era assicurata da un doppio propellente (monometilidrazina e tetrossido di diazoto); il propulsore poteva essere inclinato fino a 9 gradi e fornire una spinta massima pari a 1323 N. Il controllo dell'orientazione spaziale era reso possibile dalla presenza di dodici propulsori minori ad azoto compresso; la stabilizzazione era assicurata da un sensore di acquisizione solare, un sensore di crociera rivolto verso il Sole, un puntatore stellare rivolto verso Canopo e sei giroscopi, oltre a due accelerometri. Le comunicazioni avvenivano attraverso una trasmittente a banda S da 20 W (a 2,3 GHz) e due TWTA da 20 W. Per permettere esperimenti aggiuntivi legati alle telecomunicazioni fu installata anche una trasmittente nella banda X (8,4 GHz). Ad un'estremità della base dell'orbiter era collegata un'antenna parabolica ad alto guadagno orientabile su due assi, mentre alla parte superiore era ancorata un'antenna fissa a basso guadagno. La quantità massima di dati archiviabili dalla sonda in attesa della ritrasmissione a Terra era di 1280 megabit. La temperatura era tenuta sotto controllo grazie a strati protettivi e riscaldatori elettrici.

## Apparecchi scientifici
La strumentazione scientifica dell'orbiter, dalla massa complessiva pari a circa 72 kg, mirava essenzialmente alla mappatura del suolo marziano e alla misurazione del vapor d'acqua presente in atmosfera e delle emissioni nel campo dell'infrarosso; gli strumenti erano collocati su di una piattaforma isolata termicamente ed orientabile che si estendeva dalla base dell'orbiter. Esperimenti aggiuntivi legati all'utilizzo di onde radio potevano essere condotti tramite la trasmittente di bordo. Le funzioni di bordo erano regolate da due processori indipendenti, dalla memoria di 4096 parole ciascuno per archiviare i comandi ricevuti e i dati acquisiti.

## Svolgimento della missione

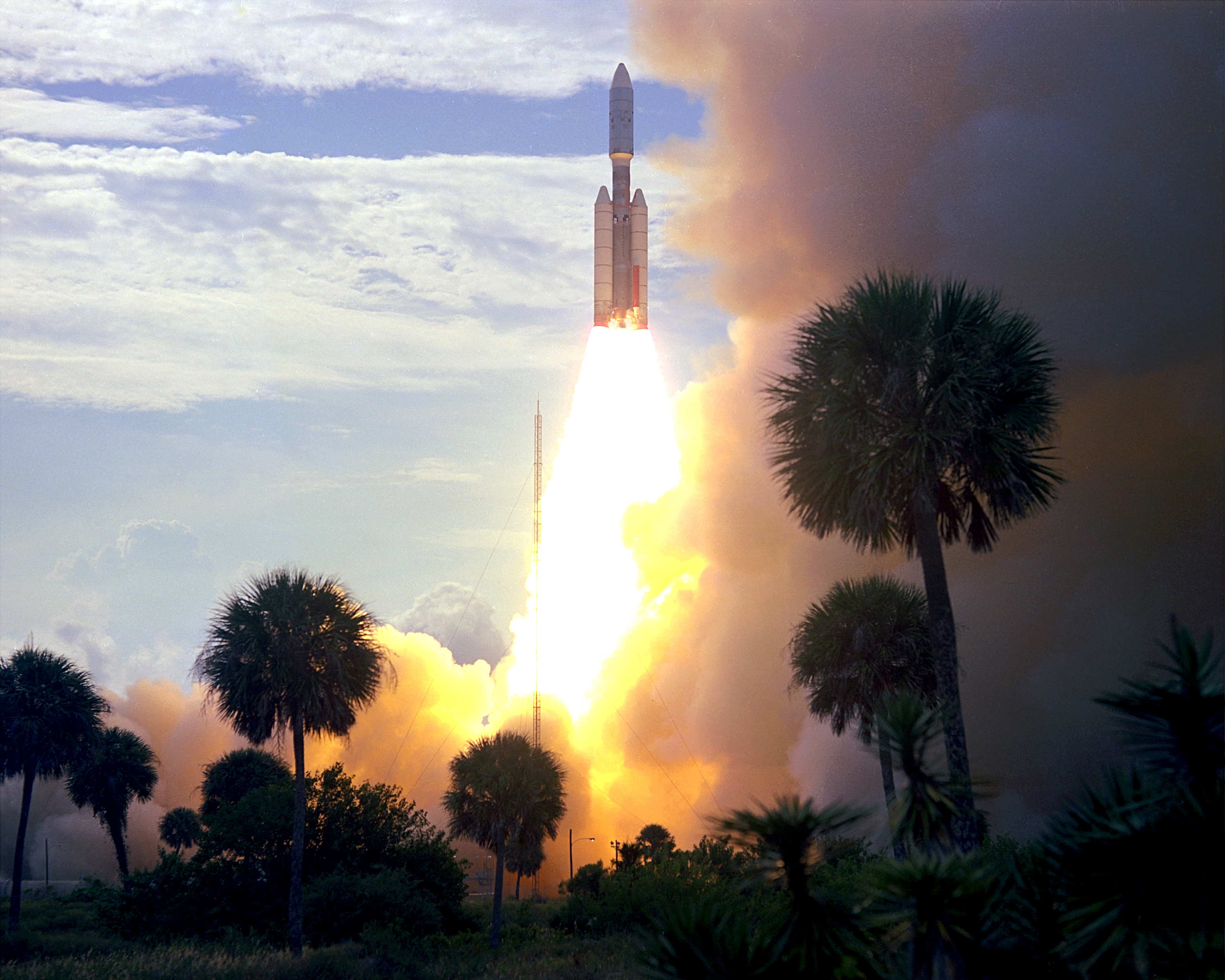
Il lancio della Viking 1 dalla rampa di lancio n.41 di Cape Canaveral, in Florida, il 20 agosto 1975.

Dopo un viaggio interplanetario di dieci mesi, l'orbiter si è immesso con successo in orbita marziana il 19 giugno 1976; l'orbita è stata regolarizzata nei due giorni successivi, e le prime immagini sono arrivate a Terra entro il 24 giugno. In base alle immagini ricevute, il centro di controllo NASA ha scelto il luogo d'atterraggio più opportuno per l'atterraggio del Viking 1 Lander; la scelta è caduta su Chryse Planitia. Il distacco e l'atterraggio del lander sono avvenuti il 20 luglio dello stesso anno.
La missione primaria dell'orbiter è cessata il 5 novembre 1976, all'avvicinarsi della fase di opposizione di Marte (quando, cioè, l'interposizione del Sole fra Marte e la Terra rende impossibili, in mancanza di satelliti di comunicazione opportunamente collocati in altri punti del sistema solare, ogni comunicazione fra i due pianeti). Le comunicazioni con la sonda sono state riprese il 14 dicembre dello stesso anno, dando avvio alla seconda fase della missione Viking 1; nel febbraio 1977 sono stati compiuti sorvoli ravvicinati di Fobos, mentre a partire da marzo il periastro dell'orbita è stato gradualmente ridotto per consentire una migliore mappatura della superficie marziana. Sono seguiti numerosi cambiamenti orbitali minori, principalmente per facilitare la mappatura variando il tasso di spostamento della superficie rispetto all'orbiter fra due sorvoli consecutivi.
Il 7 agosto 1980, vista la carenza di propellente disponibile per la stabilizzazione della sonda, Viking 1 Orbiter è stata collocata su di un'orbita particolarmente ellittica, la cui quota è compresa fra 320 e 56000 km, per evitare di contaminare il suolo di Marte in seguito a un eventuale impatto; l'orbita si manterrà stabile almeno fino al 2019. Le operazioni della sonda hanno avuto termine il 17 agosto 1980, dopo 1485 orbite attorno al pianeta.
Il costo totale della missione è stato stimato attorno al miliardo di dollari statunitensi.

## Obiettivi scientifici

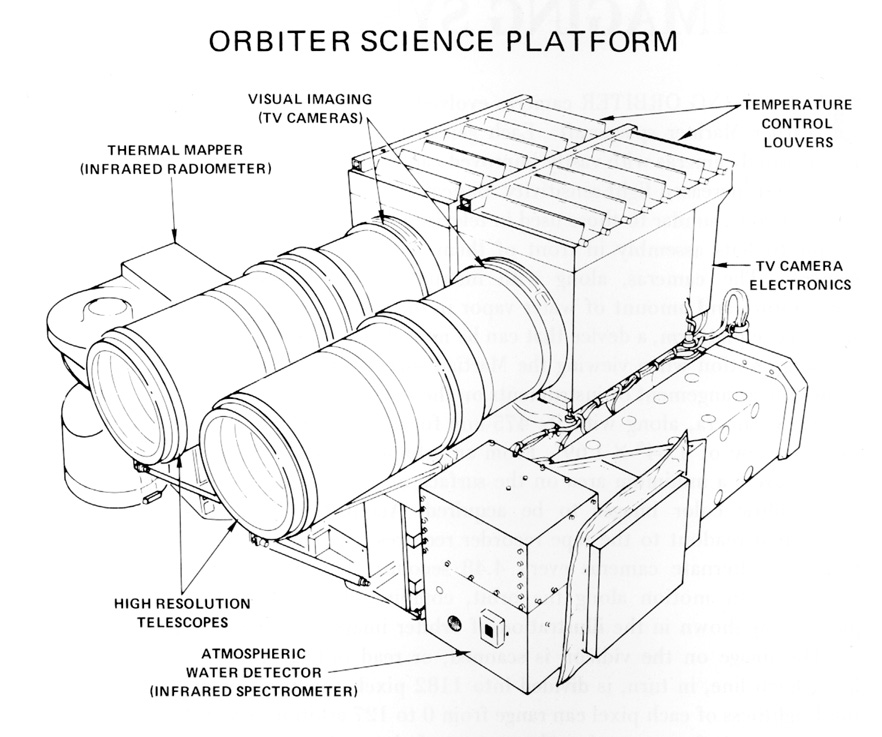
La piattaforma degli strumenti dei Viking Orbiter 1 e 2.

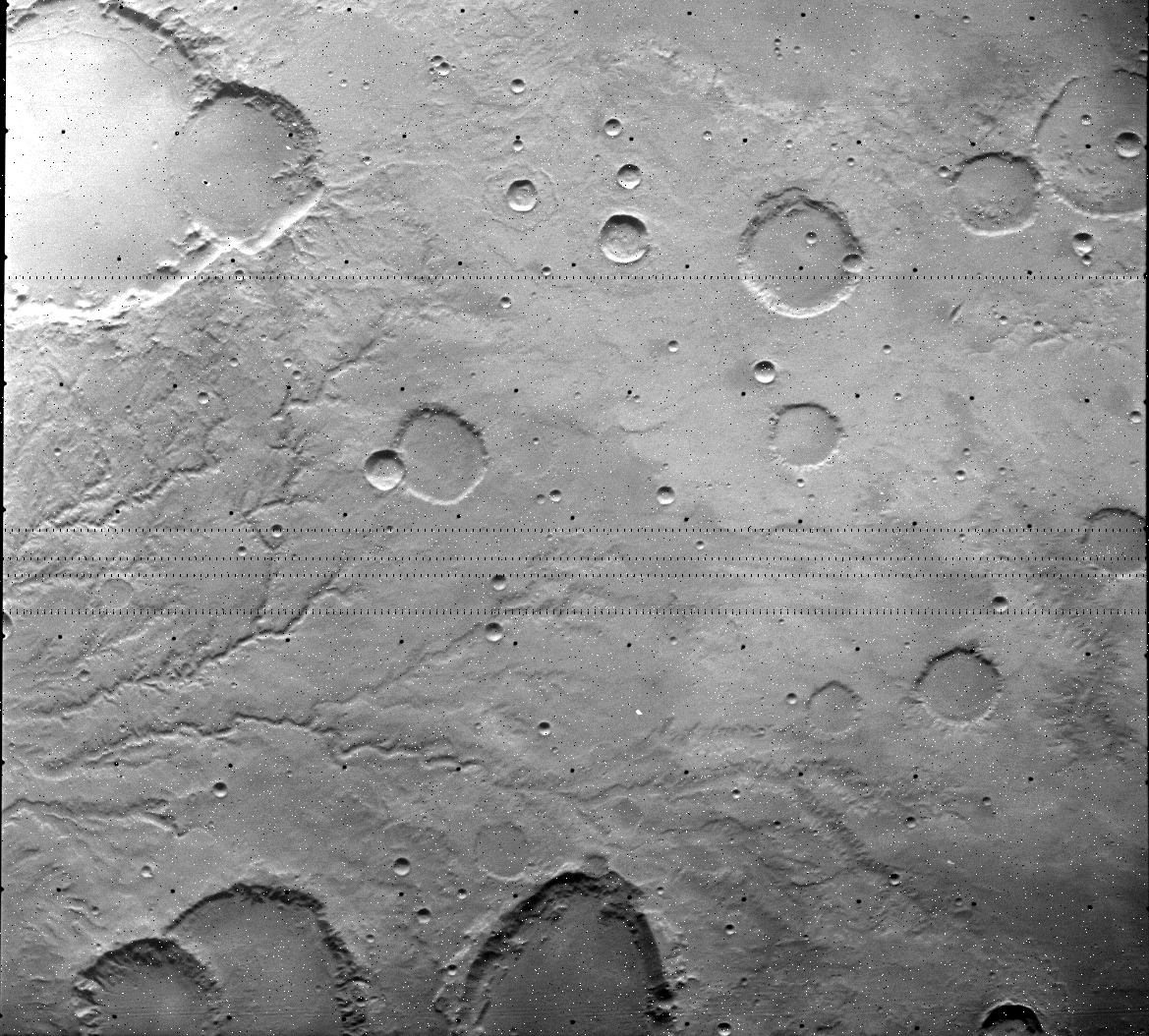
Le Paraná Valles, nella regione di Margaritifer Sinus, riprese dal Viking Orbiter 1.

### Mappatura della superficie
Il Viking 1 Orbiter, analogamente al Viking 2 Orbiter, era equipaggiato con due fotocamere gemelle ad alta risoluzione e a bassa velocità di scansione montate sulla piattaforma degli strumenti, dalla massa di 40 kg ciascuna e dalle dimensioni di 21,8 × 21,8 × 94,0 cm.
Le fotocamere erano equipaggiate con diaframmi meccanici, un telescopio dalla lunghezza focale di 475 mm e vidicon dal diametro di 37 mm. Sei filtri cromatici erano collocati su una ruota girevole posta fra la lente e il diaframma: un filtro blu (0,35-0,53 micrometri), un filtro azzurro (0,48-0,70), un filtro violetto (0,35-0,47), un filtro verde (0,50-0,60), un filtro rosso (0,55-0,70) e un filtro trasparente. Il campo visuale delle camere misurava 1,54 × 1,69 gradi, con ogni pixel pari a 25 microradianti. Da un'altitudine di 1500 km sulla superficie era possibile, con gli strumenti disponibili, mappare un'area pari ad approssimativamente 40×44 km; la leggera divergenza fra le due camere permetteva di coprire la parte centrale della porzione di territorio osservata con entrambi gli strumenti. Il tempo di esposizione era variabile da 0,003 a 2,66 secondi. I singoli pixel erano digitalizzati sotto forma di un numero a 7 bit (da 0 a 127) ed immagazzinati dalla memoria di bordo della sonda in attesa della trasmissione a Terra. Le due fotocamere erano completamente identiche e indipendenti l'una dall'altra, anche per quanto riguarda l'alimentazione.
Le quattro funzioni essenziali del Viking visual imaging subsystem (VIS), composto dalle due fotocamere, erano le seguenti:
- La selezione di un luogo d'atterraggio opportuno per il lander, che combinasse sicurezza ed interesse scientifico;
- L'osservazione delle principali formazioni geologiche presenti nei luoghi d'atterraggio prescelti, da confrontare con le immagini registrate dal lander;
- La mappatura del pianeta per successivi studi geologici;
- Lo studio dell'atmosfera marziana.

Ad ogni immagine catturata dai Viking Orbiter fu assegnato un codice alfanumerico di cinque cifre ed una lettera, composto dal numero della rivoluzione (prime tre cifre), dalla lettera identificativa del Viking (A o B) e da un numero progressivo di due cifre. L'utilizzo delle fotocamere è terminato il 7 agosto 1980.

## Parametri orbitali
Segue un prospetto dei parametri orbitali della sonda.